# Kulturální studia
Kulturální studia jsou interdisciplinárním zkoumáním vztahů současné kultury a společnosti, jde tedy o mezioborové studium či analýzu vztahů symbolických a sociálních praktik spojující kulturní aspekty z antropologie, dějin umění, literární vědy, medialistiky, lingvistiky, etnologie atd. v různých kombinacích. Nejedná se však o kulturní antropologii či kulturologii. Na rozdíl od těchto oboru se kulturální studia primárně zaměřují na postindustriální společnosti. V současné době[kdy?] lze v České republice magisterská kulturální studia studovat buď na Katedře mediálních a kulturálních studií a žurnalistiky v Olomouci, nebo v rámci Ústavu věd o umění a kultuře na Jihočeské univerzitě v Českých Budějovicích.

## Vymezení zkoumání kulturálních studií
Je důležité zmínit, že se nejedná o vědu jako takovou. Pole výzkumu kulturálních studií je velmi těžko vymezitelné, jelikož jde o interdisciplinární (také se může říci multidisciplinární či postdisciplinární) obor. Úkolem kulturálních studií není popsat či snad dokonce vymezit danou kulturu nebo společnost, nýbrž zjistit, co za kulturu považuje jedinec a jak ho kultura ovlivňuje. Kulturální studia se soustředí především na každodennost. Snaží se zachytit a popsat zásadní vnímanou problematiku týkající se většiny lidí v dané kultuře či společnosti v určitém časovém období (například dnes je možno se v rámci kulturálních studií soustředit na problematiku jako: homosexuální rodičovství, potraty, možný nástup jiného režimu a podobně – jde tedy o politiku v širokém slova smyslu). Kulturální studia využívají ke svému studiu zejména vědy jako sociologie, kulturologie, antropologie, politologie, psychologie a filosofie (dále může jít o vědy jako religionistika, lingvistika a další).

## Vznik kulturálních studií
Kulturální studia vznikla asi v 60. letech 20. století. Kulturální studia tak vznikla v návaznosti na tak zvané Centrum pro současná kulturální studia (v originále: Center for contemporary cultural studies, zkratka: CCCS). Již od svého vzniku deklarují kulturální studia nevymezitelnost svého zkoumání. Dají se také chápat jako otevřený projekt, jež dešifruje kulturní formy, které pomáhají vytvářet a udržovat způsoby myšlení, vnímání a chování, které vedou k pasivnímu akceptování podmínek sociálního života v rámci kapitalistických společností. Často se kulturální studia považují za vnitřní proud mediálních studií, ale může to být vnímáno i opačně, tedy že mediální studia jsou vnitřním proudem kulturálních studií. Média mají pro kulturální studia v současné době obrovský a nezanedbatelný význam, neboť média velmi determinují vnímání kultury, a to jak jedincem, tak i celou společností.
Český neologismus „kulturální studia“ zavedl roku 2004 český sociolog – profesor Miloslav Petrusek.

## Významné osobnosti pro kulturální studia
Stuart Hall (1932–2014) – je považován za nejdůležitější osobu spjatou s rozvojem kulturálních studií. Narodil se na Jamajce, kde vystudoval, doktorát si dodělal ve Velké Británii, kde začal následně učit. Kromě teorie kulturálních studií se věnoval i sociologii. Společně s Richardem Hoggartem a Raymondem Williamsem se podílel na základech školy myšlení nazývané Birminghamská škola. V roce 1964 bylo postaveno centrum pro výzkum kulturních studií na univerzitě v Birminghamu – Centrum pro současná kulturní studia, kde byl mezi lety 1968–1979 ředitelem Centra pro současná kulturální studia (CCCS) a právě v těchto letech si kulturální studia začala etablovat svou identitu. Hallovy teorie navazují především na myšlenky Karla Marxe. Mimo jiné se zabýval i problematikou rasy a pohlaví. Je zastáncem recepční teorie, ve spojení s ní vyvinul teorii kódování a dekódování, kterou představil v několika publikacích (první a nejdůležitější byla Encoding and Decoding z roku 1973). Jejímu rozvíjení se dále věnoval na svých přednáškách po celou dobu své kariéry. Hallova esej o kódování a dekódování popisuje, jak se tvoří mediální zprávy, jak se zveřejňují a jak jsou přijímány publikem. Hall tvrdí, že význam zprávy není zafixovaný a čistě určený odesílatelem, zpráva není nikdy jednoznačná a obecenstvo nikdy není pouze pasivním příjemcem smyslu zprávy.
Smysl zprávy je umístěn mezi odesílatele a příjemce zprávy. Producent zakóduje smysl zprávy určitým způsobem, zatímco příjemce si ho dekóduje jinak, podle jeho sociální situace, osobního rozpoložení a dalších faktorů. Kruh komunikace se skládá z několika momentů – produkce, cirkulace, distribuce, reprodukce. Zpráva ale musí být správně dekódovaná příjemcem, aby mohla nastat smysluplná výměna. Publikum tak začíná být nahlíženo jako producent významu, nejen jako uživatel či pouhý recipient jak tomu bylo v minulosti. Hall tak s touto teorií přišel s úplně novým pohledem na proces komunikace.
Richard Hoggart (1918–2014) – britský literární teoretik a sociolog, který významně ovlivnil vývoj kulturních studií výzkumem představ, myšlenek a dalších fenoménů ve společnosti (tzv. popkulturu). Stal se zakladatelem a prvním ředitelem Centra pro současná kulturní studia.
Raymond Williams (1921–1988) – podobně jako Hoggart byl literárním teoretikem. Zároveň byl kulturologem a pro britská kulturální studia byl významnou osobností zejména pro svůj zájem o kulturu každodennosti. Na rozdíl od předchozích teorií kultury, které kladly důraz na její estetická hlediska, se zabýval jejím antropologickým uchopením. Kulturu popsal jako celistvý způsob života ("the whole way of life") obyčejných mužů a žen a založil tak tradici chápání kultury v rámci britských kulturálních studií.
Roland Barthes (1915–1980) – francouzský spisovatel a teoretik významně svým dílem ovlivnil okruh bádání v kulturálních studií, a to především v posunu od kulturalismu ke strukturalismu (70. léta 20. století).
Chris Barker – současný britský diskursivní analytik a autor významných publikací zabývajících se právě vymezením a zkoumáním kulturálních studií; sám o kulturálních studiích mluví jako o diskursivní formaci myšlenek, představ a praktik, které zajišťují to, aby bylo možné o určitém tématu, sociální aktivitě a institucionální pozici ve společnosti mluvit; právě v tom vidí Barker velký přínos kulturálních studií pro společnost.

## Nejdůležitější koncepty pro studium kulturálních studií
- marxismus

Marxismus vznikl jako politický, ekonomický a především ideologický směr ve 40. letech 19. století a navazuje na německou klasickou filosofii, anglickou politickou ekonomii a francouzský utopický realismus. Autorem směru je německý filosof Karl Heinrich Marx, jeho blízký přítel Bedřich Engels se však významně podílel na jeho rozvoji. Podstatou marxismu je boj mezi třídami, který je zapříčiněn rychlým rozvojem výrobních prostředků. Tento rozpor neustále eskaluje až k revoluci, která vede ke změně výrobního způsobu ve společenské základně, zatímco hodnoty společnosti (kultura aj.) zaostávají. Původní marxistický ekonomismus je však zpochybňován první kulturální studií – marxistickým humanismem.
- Frankfurtská škola

Frankfurtská škola označuje skupinu neomarxistických sociologů a filosofů, kteří spolupracovali s Maxem Horkheimerem v Ústavu pro sociální výzkum (IfS, Institut für Sozialforschung) ve Frankfurtu nad Mohanem. Časná Frankfurtská škola byla ovlivněna Antoniem Gramscim a členy pozdější Birminghamské školy.
- Birminghamská škola

Birminghamská škola vznikla v 60. letech 20. století. Byla známa také jako Centrum pro současná kulturní studia. Její vznik byl ovlivněn konfrontací jednotlivých skupin mládeže, což po 2. světové válce vedlo k vytváření nových subkultur. Významní představitelé byli například S. Hall, R. Hoggart, M. Clarke, D. Hebdige nebo L. Althusser.
- extropianismus

Extropianismus, nebo také filozofie Extropianismu, je vyvíjecí se rámec hodnot a norem, které dokážou neustále zlepšovat zdravotní stav člověka. Extropianisté věří, že pokroky ve vědě a technice umožní člověku jednoho dne žít nekonečně dlouho. 
- populární kultura

Populární kultura patří k nejdůležitějším oblastem zkoumání kulturálních studií. V rámci britské tradice je axiomatické pojetí Johna Fiska, který odmítá prefabrikované čtenáře mediálních sdělení, ale klade důraz na moc publik, jež dávají sdělením význam. Význam tedy nevychází od tvůrců mediálních sdělení, nýbrž od jejich příjemců.
- strukturalismus
- poststrukturalismus
- psychoanalýza
- filosofie jazyka
- pragmalingvistika
- (post)analytická filosofie
- hermeneutika
- hegemonie
- ideologie
- neoluddismus
- genderová studia